# Torontoöarna

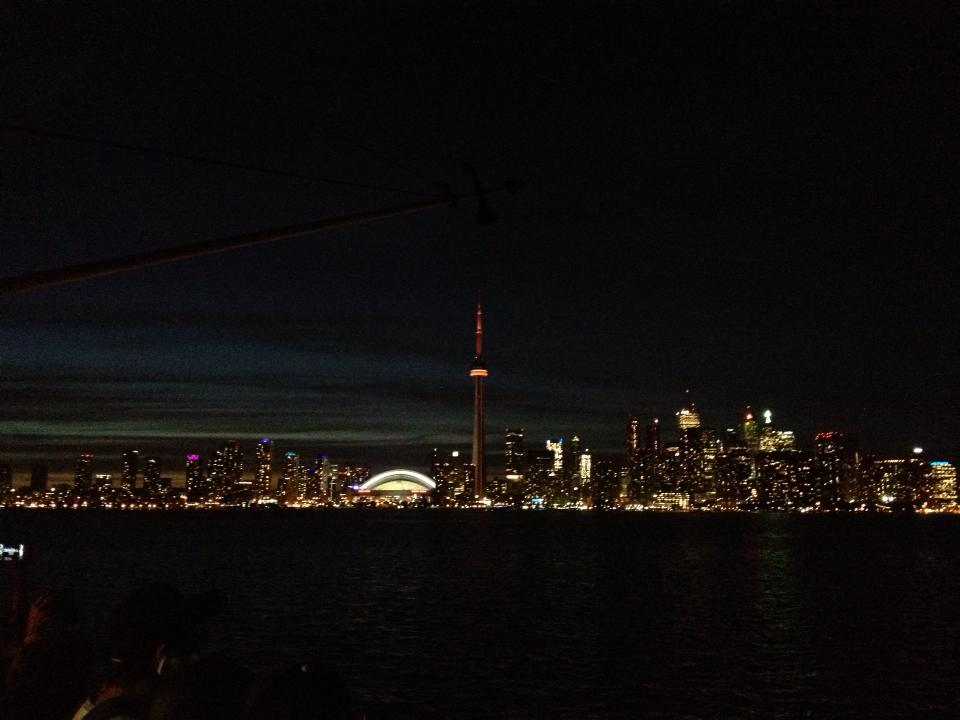
Kväll i Toronto, utsikt från Torontoöarna i november 2013.

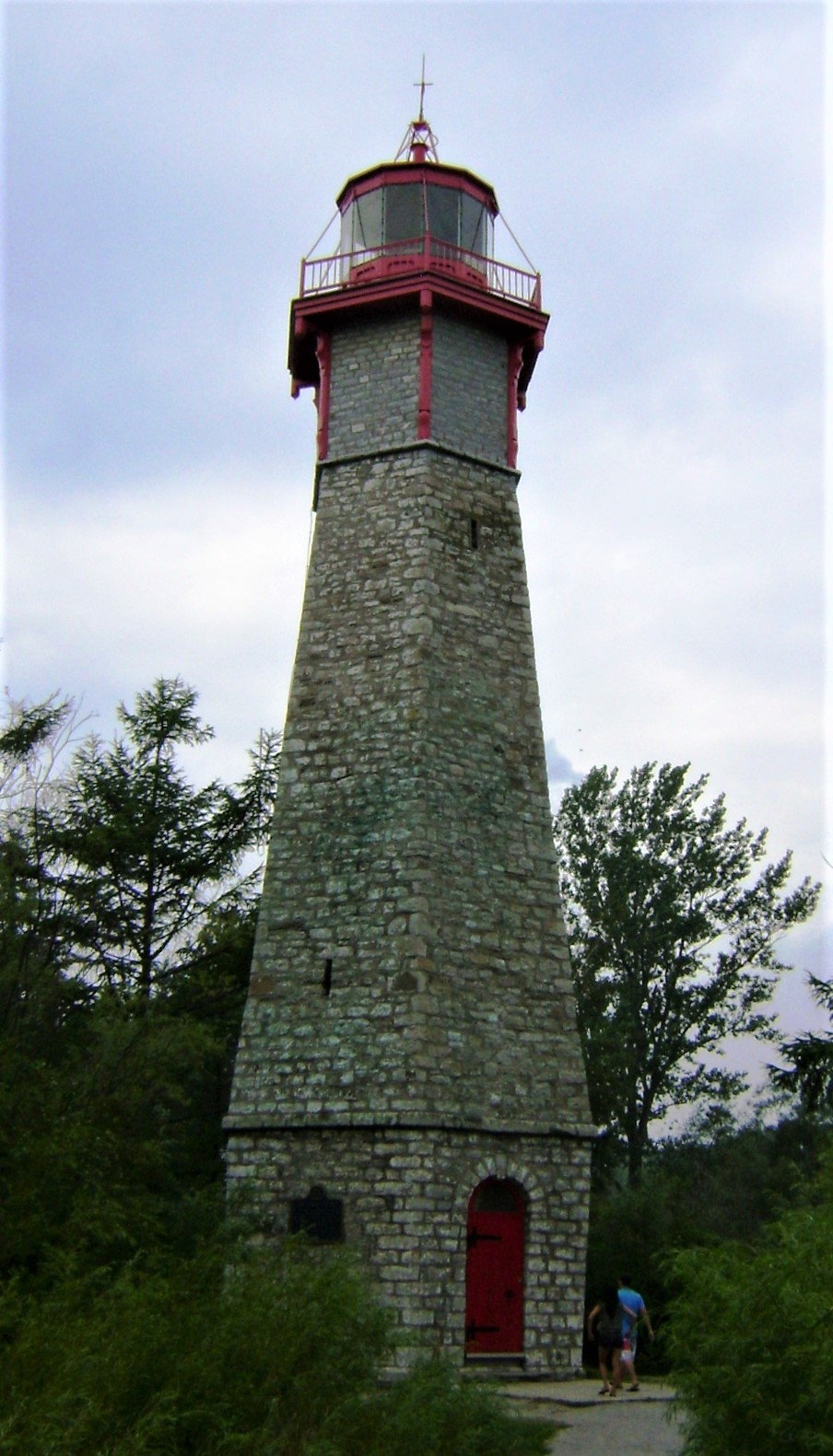
Fyr, Torontoöarna

Torontoöarna (engelska: Toronto Islands, franska: Îles de Toronto) är en grupp småöar i Ontariosjön i Kanada, belägna utanför staden Toronto i Ontario, utanför Torontos hamn.
Öarna är populära som turistdestination, men det finns också mindre bostadsområden där, samt flygplatsen Billy Bishop Toronto City Airport. Mellan öarna och fastlandet kan man ta sig med färja. En gångtunnel blev klar 2015 mellan fastlandet och flygplatsen.
Öarna är en av de större bilfria zonerna i Nordamerika, och är ett populärt ställe för cykling och kanotpaddling.